# Indihalli, Sorab
Indihalli là một làng thuộc tehsil Sorab, huyện Shimoga, bang Karnataka, Ấn Độ.